# ジアミノマレオニトリル
ジアミノマレオニトリル（英: Diaminomaleonitrile）は、化学式C4H4N4で表される、シアン化水素の四量体である。DAMNとも略記される。ニトリルの一種であり、日本の毒物及び劇物取締法では劇物に該当する。

## 用途
医薬品・農薬・染料等の原料や中間体となる。従来、農薬の製造中間体として知られていた本物質をアゾ染料のジアゾ成分として研究したところ、鮮明で堅牢な赤色のアゾ染料が得られた。
エポキシ樹脂の硬化剤としての研究も行われた。

## 生成
シアン化水素と、粘土鉱物の一種のモンモリロナイトを含む懸濁液を放置したところ、モンモリロナイトを触媒として、本物質をはじめとするシアン化水素の重合体が生じた。これに酸を加え加水分解すると、グリシン、アラニン、アスパラギン酸などのアミノ酸と、核酸塩基のアデニンが生じた。この反応は、地球上における生命の起源の初期段階に役割を果たしたと推測される。